# Ludwig Adolf Wiese
Ludwig Adolf Wiese, född den 30 december 1806 i Herford, död den 25 februari 1900, var en tysk pedagog.
Wiese utövade som "dezernent" för de högre skolorna inom preussiska undervisningsministeriet (1852–1875) stort inflytande på det högre tyska skolväsendets utveckling, särskilt i Schleswig-Holstein (1867) och Elsass-Lothringen (1871). Hans strävan gick ut på att koncentrera gymnasiebildningen på de klassiska studierna och den kristna tron med uteslutande av naturvetenskaperna. Dessa ville han däremot kraftigt tillgodose vid realskolorna, som han sökte utveckla till med gymnasierna sidoordnade läroanstalter (Realschullehrpläne, 1859). Sina intryck av Thomas Arnold och hans verksamhet i Rugby under en engelsk studieresa skildrade han i Deutsche Briefe über englische Erziehung (1852; 3:e upplagan i 2 band, 1877), varjämte han författade Lebenserinnerungen und Amtserfahrungen (2 band, 1886) med mera.